# EE Весов
EE Весов (лат. EE Librae) — одиночная переменная звезда в созвездии Весов на расстоянии (вычисленном из значения параллакса) приблизительно 4968 световых лет (около 1523 парсеков) от Солнца. Видимая звёздная величина звезды — от более +13,5m до +10,2m.

## Характеристики
EE Весов — красная пульсирующая переменная звезда, мирида (M) спектрального класса M6e.